# Наголоватки рясноцвіті
Наголоватки рясноцвіті, юринея багатоквіткова (Jurinea multiflora) — вид рослин з родини айстрових (Asteraceae), поширений у Євразії від південно-східній Румунії до західної Монголії.

## Опис
Багаторічна рослина 20–50 см заввишки. Листки довгасто-лінійні, ланцетні або овально-яйцеподібні, знизу волохато-павутинисті. Кошики в складних щитках, їх обгортки голі або злегка порошисто-павутинисті, червонувато пофарбовані. Каудекс довгий, стрункий, зазвичай гіллястий. Стебел кілька або поодинокі, прямостійні, горішньо розгалужені. Віночок від рожевого до фіолетового. Сім'янка від коричневої до блідо-червоної, зворотно-конусоподібна, 3.5–5 мм, 4-ребриста, гола. Папусова щетина біла, 8–10 мм, стійка.

## Поширення
Поширений у Євразії від пд.-сх. Румунії до зх. Монголії.
В Україні вид зростає на степових і кам'янистих схилах — у південному Лісостепу, Степу, Степовому Криму і передгір'ях.